# Charles M. Huber
Charles Muhamad Huber all'anagrafe Karl-Heinz Huber (Monaco di Baviera, 3 dicembre 1956) è un attore e politico tedesco, come politico esponete di SPD, CSU, CDU. Noto per aver recitato per diverse stagioni nella serie televisiva Der Alte. Dal 2013 al 2017 è stato membro del Deutscher Bundestag e con Karamba Diaby il primo afro-tedesco. Dal 2020 è „Special Advisor“ del ex Presidente della Repubblica del Senegal, Macky Sall.

## Biografia
Huber è figlio del diplomatico senegalese Jean-Pierre Faye e della tedesca Olga Huber. Il padre fu nipote del primo presidente senegalese Léopold Sédar Senghor. È cresciuto dalla nonna materna a Großköllnbach nel Circondario di Dingolfing-Landau e solo a 28 anni di età ha conosciuto il padre a Monaco. Dopo la maturità e il servizio civile ha studiato come odontotecnico, prima di iniziare l'attività di attore e poi politico.
Huber ha studiato anche nel 1999 regia presso la New York Film Academy. Il suo film The Arrival, nel 1999 viene presentato al Internationale Hofer Filmtage.
Charles M. Huber è stato sposato ed è padre di quattro figli. Dal 2018 vive abitualmente in Senegal vicino a M'bour, ma nell'agosto 2022 è ritornato in Germania.
È noto per il ruolo nella serie Der Alte, dal 1986 al 1997 è stato Henry Johnson vice commissario a fianco del protagonista.

## Opere
- Ein Niederbayer im Senegal. Mein Leben zwischen zwei Welten. Autobiografie. Scherz, Frankfurt 2004, ISBN 3-502-18339-2; Fischer-Taschenbuch-Verlag, Frankfurt 2005, ISBN 3-596-16271-8.
- Warum das Lieferkettengesetz eher schadet als hilft. In: The European vom 10. Oktober 2020 (online)
- Weltbühne Afrika. Zwischen Politik und Schauspiel. Mein Blick auf einen Kontinent, seine Verbündeten und die wachsende Souveränität. Bonifatius Verlag, Paderborn 2023 ISBN 978-3-98790-021-1